# Saint-Martin-Lars-en-Sainte-Hermine
Saint-Martin-Lars-en-Sainte-Hermine – miejscowość i gmina we Francji, w regionie Kraj Loary, w departamencie Wandea.
Według danych na rok 1990 gminę zamieszkiwało 425 osób, a gęstość zaludnienia wynosiła 23 osób/km² (wśród 1504 gmin Kraju Loary Saint-Martin-Lars-en-Sainte-Hermine plasuje się na 889. miejscu pod względem liczby ludności, natomiast pod względem powierzchni na miejscu 617.).